# Беломорская ГЭС
Беломо́рская гидроэлектроста́нция — ГЭС на реке Нижний Выг в Карелии. Входит в Каскад Выгских ГЭС ПАО «ТГК-1» .

## Общие сведения
Строительство ГЭС началось в 1961, закончилось в 1964. Первый гидроагрегат пущен в 1962, 2 и 3 — в 1963.
Состав сооружений ГЭС:
- левобережная и правобережная насыпные плотины общей длиной 2965 м и наибольшей высотой 11,4 м;
- бетонная водосбросная плотина длиной 34 м;
- подводящий канал длиной 326 м;
- здание ГЭС руслового типа;
- отводящий канал длиной 520 м.

Мощность ГЭС — 27 МВт, среднегодовая выработка — 131,5 млн. кВт·ч. В здании ГЭС установлено 3 поворотно-лопастных гидроагрегата мощностью по 9 МВт, работающих при расчетном напоре 7,15 м. Часть оборудования ГЭС устарело, ведется его модернизация  . Напорные сооружения ГЭС (длина напорного фронта 3,51 км) образуют водохранилище площадью 2,33 км², полной и полезной ёмкостью 7 и 1 млн. м³. При создании водохранилища было затоплено 5 га сельхозугодий и создано Беломорское водохранилище. 
ГЭС спроектирована институтом «Ленгидропроект». Первоначально планировалось поставить два горизонтальных гидроагрегата, подобных агрегатам Кондопожской ГЭС. Но когда стало ясно, что строить их будут гораздо дольше, чем хотелось бы, было принято решение об установке трёх вертикальных турбин.
Беломорская ГЭС была экспериментальной: на ней внедрялось новейшее оборудование, в том числе электронная защита гидроагрегата, впервые изготовленная в СССР. Станция также первой подверглась комплексной автоматизации. К числу новаторских решений можно отнести использование растекания потока реки выше порога Золотец по протокам, что сократило количество пролетов водосброса с 5 до 3. Русловая часть земляной плотины выполнена без зачистки подводного основания, а для стенового ограждения применены крупные панели заводского изготовления .
Строительство Беломорской ГЭС открыло доступ к ранее неизвестным наскальным изображениям - петроглифам Залавруги, которые были скрыты под толстым слоем почвы в многочисленных рукавах и протоках р. Выг.